# جنگ هشتادساله
جنگ هشتادساله (به هلندی: Tachtigjarige Oorlog) (به اسپانیایی: Guerra de los Ochenta Años) یا شورش هلند که به جنگ استقلال هلند نیز شناخته می‌شود، شورش موفقیت‌آمیز پروتستان‌های هفت استان بزرگ شمالی هلند اسپانیا به فرماندهی ویلم خاموش و به همراهی برخی از دولت‌های محلی فروبومان در برابر حکومت کاتولیک مذهب فلیپه دوم، پادشاه اسپانیا بود که منطقه (استان‌های هفده‌گانه) را از دوک‌نشین منقرض شده بورگوندی به ارث برده بود. علل جنگ شامل اصلاحات، تمرکزگرایی، مالیات و حقوق و امتیازات اشراف و شهرها بود. استان‌های جنوبی که نخست همراه شورشیان پروتستان بودند، بعدتر به اسپانیا پیوستند. برخورد فرهنگ‌های مذهبی به تدریج امواج خشونت علیه سرکوب پادشاه هابسبورگ اسپانیا را تشدید کرد. این تنش‌ها منجر به تشکیل جمهوری مستقل هلند شد. این انقلاب یکی از اولین انشعابات موفق در اروپا بود که به یکی از اولین جمهوری‌های اروپایی عصر مدرن منجر شد: استان‌های متحد.
فلیپه دوم در ابتدا با استقرار نیروهای خود در این منطقه توانست تسلط بر بیشتر استان‌های شورشی را دوباره به دست بگیرد و موفق به سرکوب انقلاب شد، اما ایالات شمالی تحت رهبری ویلیام خاموش به مقاومت خود ادامه داده و سرانجام توانستند نیروهای اسپانیایی را از آن سرزمین بیرون کنند. در سال ۱۵۷۲ انقلابیون بندر بریله را تصرف کردند و انقلاب دوباره احیا شد. استان‌های شمالی، ابتدا در سال ۱۵۸۱ و به‌طور رسمی در سال ۱۶۴۸ با امضای پیمان مونستر مستقل شده و جمهوری هلند تأسیس شد. در طول انقلاب، استان‌های متحد هلند، معروف به جمهوری هلند، از طریق کشتیرانی تجاری به سرعت به یک قدرت جهانی تبدیل شده و دوره‌ای از علم، رشد اقتصادی و فرهنگی را تجربه کردند. مناطق پست جنوبی (هلند جنوبی، بلژیک، لوکزامبورگ و شمال فرانسه امروزی) تحت حاکمیت اسپانیا باقی ماندند. ادامه حکومت آهنین در جنوب توسط هابسبورگ‌ها باعث شد بسیاری از نخبگان فرهنگی، فکری و مالی به شمال فرار کنند و به موفقیت جمهوری هلند کمک کرد. هلندی‌ها محاصره سختی را بر استان‌های جنوبی تحمیل کردند که باعث شد غلات بالتیک نتواند قحطی را در شهرهای جنوبی از بین ببرد، دقیقاً از سال ۱۵۸۷ تا ۱۵۸۹. در پایان جنگ در سال ۱۶۴۸، بخش‌های عظیمی از جنوب هلند به دست فرانسه افتاد که تحت هدایت لوئی سیزدهم پادشاه و کاردینال ریشلیو نخست‌وزیر فرانسه، اتحادی با جمهوری هلند علیه اسپانیا در دهه سوم قرن هفدهم ایجاد کرده بود.
شورش هلند در دوره اول را می‌توان آغازگر جنگ هشتادساله دانست. تمرکز زمان‌های اخیر بر به رسمیت شناختن رسمی استقلال از قبل موجود استان‌های متحد بوده‌است. این حوادث پیش‌زمینه‌ای برای ایجاد امپراتوری استعماری هلند شد که توسعه را با تهاجم به مستعمرات پرتغال آغاز کرد. در آن زمان، به دلیل قرار داشتن امپراتوری اسپانیا و امپراتوری پرتغال در یک اتحادیه دودمانی در قالب اتحادیه ایبری، این عمل به عنوان تهاجم به سرزمین‌های استعماری اسپانیا نیز تصور می‌شد.
جمهوری هلند توسط اسپانیا و قدرت‌های بزرگ اروپایی در سال ۱۶۰۹ و در آغاز آتش‌بس ۱۲ ساله به رسمیت شناخته شد. دوباره در حدود سال ۱۶۱۹ خصومت‌هایی شکل گرفت که منجر به جنگ سی‌ساله شد که در نهایت در سال ۱۶۴۸ با انعقاد پیمان مونستر پایان یافت؛ زمانی که جمهوری هلند رسماً به عنوان یک کشور مستقل شناخته شد و دیگر بخشی از امپراتوری مقدس روم نبود. پیمان مونستر نقطه عطفی بر آغاز دوران طلایی هلند بود. با این اوصاف، علیرغم دستیابی به استقلال، از زمان پایان جنگ در سال ۱۶۴۸، انتقادات قابل توجهی از طرف نمایندگان مجلس هلند به پیمان مونستر وارد بود؛ زیرا به اسپانیا اجازه می‌داد استان‌های جنوبی را حفظ کند و همچنین آزادی مذهبی را برای کاتولیک‌ها مجاز می‌دانست.